# Jean Galbert de Campistron
Pour les articles homonymes, voir Galbert et Campistron.

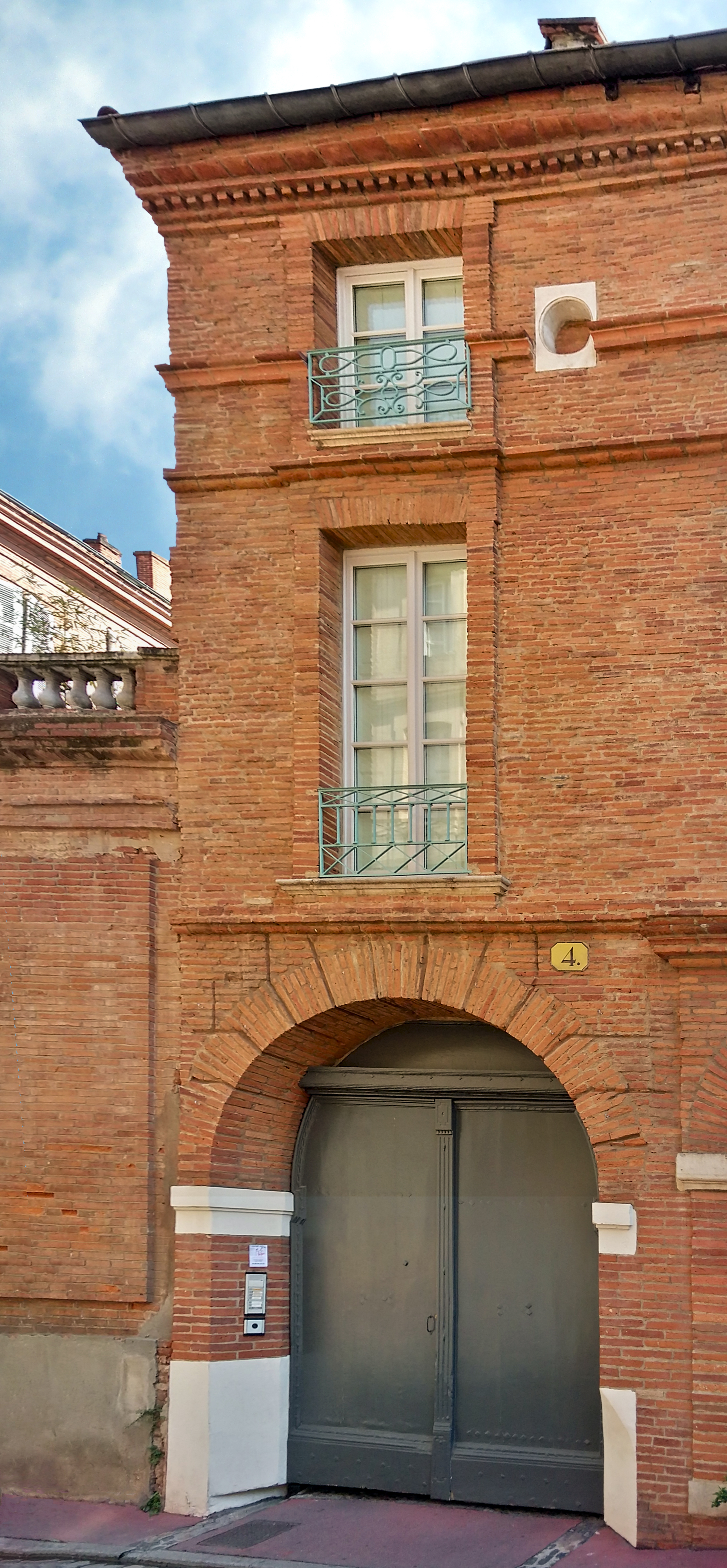
Maison natale à Toulouse

Jean Galbert de Campistron, né à Toulouse le (3 août 1656 et mort dans la même ville 11 mai 1723, est un auteur dramatique français.

## Biographie
Il vint fort jeune à Paris où il connut Jean Racine qui lui donna des conseils. Il obtint par sa protection la place de secrétaire du duc de Vendôme, qu'il suivit dans toutes ses guerres en se faisant remarquer par sa bravoure.
Il est l'auteur de tragédies et d'opéras, parmi lesquels Acis et Galatée et Le Jaloux désabusé, qui contribuèrent à le faire admettre à l'Académie française en 1701. Il fut l'un des premiers mainteneurs de l'Académie des Jeux floraux, en 1694.
Sage dans ses compositions, il n'eut ni le talent de concevoir un plan ou une situation, ni la force poétique, et n'approcha jamais de son modèle : on l'a surnommé le « singe de Racine ». Et Victor Hugo en a fait le symbole de l'imitateur sans génie dans ce vers célèbre : « Sur le Racine mort, le Campistron pullule » (Les Contemplations (1856), Réponse à un acte d’accusation, vers 119.).
Ses œuvres ont été souvent imprimées.

## Œuvres
- Virginie, tragédie (Comédie-Française, 12 février 1683)
- Arminius, tragédie (Comédie-Française, 19 février 1684)
- Alcibiade, tragédie (Comédie-Française, 28 décembre 1685)
- Andronic, tragédie (Comédie-Française, 8 février 1685). La pièce reprend l'histoire de Don Carlos sous des noms d'emprunt.
- Acis et Galatée, opéra-ballet, musique de Lully (Château d'Anet, 6 septembre 1686 ; Académie royale de musique, 17 septembre). Pastorale héroïque en musique, représentée pour la première fois au château d'Anet devant Mgr le Dauphin par l'Académie royale de musique.
- Phraate, tragédie (Comédie-Française, 26 décembre 1686).
- Phocion, tragédie (Comédie-Française, 16 décembre 1688).
- L'Amante amant, comédie (Comédie-Française, 2 août 1684).
- Achille et Polixène, tragédie en musique (Académie royale de musique, 7 novembre 1687).
- Adrien, tragédie chrétienne tirée de l'Histoire de l'Église (Comédie-Française, 11 janvier 1690).
- Tiridate, tragédie, (Comédie-Française, 12 février 1691)[2].
- Aétius, tragédie (Comédie-Française, 28 janvier 1693).
- Alcide, tragédie en musique (musique de Marin Marais) (Académie royale de musique, 31 mars 1693). Alcide fait, par deux fois, l’objet d’une reprise : sous le titre La Mort d'Hercule (1705), puis sous le titre La Mort d'Alcide (1716)[3]
- Le Jaloux désabusé, comédie (Comédie-Française, 13 décembre 1709).